# Astrid Zehetmair
Astrid Zehetmair (* 20. August 1993 in Grieskirchen) ist eine österreichische Politikerin der Österreichischen Volkspartei (ÖVP). Seit dem 23. Oktober 2021 ist sie Abgeordnete zum Oberösterreichischen Landtag.

## Leben

### Ausbildung und Beruf
Astrid Zehetmair besuchte ab 2004 das Gymnasium Dachsberg in Prambachkirchen im Bezirk Eferding, wo sie 2012 maturierte. Anschließend begann sie ein Studium der Rechtswissenschaften an der Johannes Kepler Universität Linz (JKU), dass sie 2017 mit einer Diplomarbeit zum Thema Interkommunale Zusammenarbeit als Magistra  abschloss, und war als Landesbedienstete tätig.

### Politik
Zehetmair kam über die Junge Volkspartei (JVP) zur Politik. 2015 wurde sie Ersatz-Gemeinderatsmitglied in Eferding und im März 2018 Gemeinderatsmitglied. Von September 2018 bis Dezember 2020 fungierte sie als Fraktionsobfrau der ÖVP Eferding, seit Dezember 2020 ist sie in Eferding als Stadträtin für Schule und Bildung, Soziales sowie Kultur und Tourismus zuständig.
Ab April 2020 war sie Referentin im Landtagsklub der Oberösterreichischen Volkspartei. Im April 2021 wurde sie ÖVP-Bezirksparteiobmann-Stellvertreterin im Bezirk Eferding. Nach der Landtagswahl in Oberösterreich 2021 wurde sie am 23. Oktober 2021 in der konstituierenden Sitzung der XXIX. Gesetzgebungsperiode als Abgeordnete zum Oberösterreichischen Landtag angelobt. Im Landtag wurde sie Mitglied im Ausschuss für Verfassung, im Kontrollausschuss, im Ausschuss für Gesundheit und Soziales sowie im Ausschuss für Unvereinbarkeit. Im April 2023 wurde sie als Nachfolgerin von Karl Grabmayr zur ÖVP-Bezirksparteiobfrau im Bezirk Eferding gewählt.